# Israëlische pond
Het Israëlische pond of Israëlische lire (Hebreeuws: לירה ישראלית Lira Yisr'elit, Arabisch: ليرة إسرائيلية), was de munteenheid van de staat Israël van juni 1952 tot 23 februari 1980, toen deze op 24 februari 1980 werd vervangen door de Israëlische sjekel. Vóór de introductie van het Israëlische pond gebruikte de staat Israël sinds de oprichting in mei 1948 het Palestijnse pond, de munteenheid die tussen 1927 en mei 1948 werd gebruikt in het voormalige Mandaatgebied Palestina.
Tot 1952 was de naam die op Anglo-Palestijnse bankbiljetten werd gebruikt het Palestijnse pond, in het Hebreeuws לירה א"י (EY lira, d.w.z. Eretz-Yisraelit lira). In het Arabisch werd de naam gegeven als junayh filisţīnī (جنيه فلسطيني).